# Planicoxa venenica
Planicoxa venenica es la única especie conocida del género extinto Planicoxa  (lat. "coxis plano") de dinosaurios, ornitópodos, iguanodóntidos que vivió a mediados del período Cretácico, hace aproximadamente 120 millones de años, en el Aptiense, en lo que es hoy Norteamérica. 
La especie tipo  es Planicoxa venenica, descrito por Tony DiCroce y Kenneth Carpenter en 2001. Su descubrimiento fue hecho en la arenisca Poison Strip miembro de la Formación Cedar Mountain en el condado de Grand, Utah, Estados Unidos. El término venenica, del nombre de la especie, es latino para el "veneno" en referencia al lugar donde el descubrimiento fue hecho. Planicoxa refiere al aspecto plano del ilion, la característica que lo define. Este nuevo taxón es representado por un ilion, un fémur, tibias, y vértebras bien preservadas, así como  otro material. El fémur es el de un ornitópodo clásico, pero el ilion tiene un proceso postacetabular corto, horizontal que es funcionalmente un antitrocanter. El descubrimiento del P. venenica del  agrega  nueva información significativa a la fauna del intervalo del Barremiense al Albiense de la formación Cedar Mountian. Los restos pertenecen al menos a dos individuos, con un largo aproximado de 6 metros, un alto de 2, con un peso calculado en 900 kilogramos.
Carpenter y Wilson en 2008 crearon una segunda especie, P. depressa, para el material anteriormente llamado Camptosaurus depressus por Charles Gilmore en 1909. Ese material fue recolectado de la Formación Lakota cerca de la ciudad de Hot Springs, Dakota del Sur. También tiene el ilion plano extraño formado por el proceso postacetabular horizontal. Esta especie se diferencia de P. venenica en que el ilion no es tan arqueado, tiene un proceso preacetabular, proyección larga hacia adelante del ilion, más grueso y robusto, una muesca acetabular menos profunda  y un estane brevis proporcionalmente más estrecha estante, un estante para los músculos en el interior de la parte posterior del ilion. Se conoce por algunas vértebras y dos iliones. Los huesos aislados de iguanodóntidos de la Formación Lakota probablemente pertenecen a esta especie. En 2011, fue asignado a su propio género, Osmakasaurus.